# 鞆淵荘
鞆淵荘（ともぶちのしょう）は、紀伊国那賀郡（現在の和歌山県紀の川市上鞆淵・中鞆淵・下鞆淵）にあった荘園。

## 概要
寛和5年（1008年）には石清水八幡宮領として成立しており、鞆淵薗（ともぶちのその）と称せられていた。延久の荘園整理令でも水田13町180歩が承認されて、延久4年（1072年）に太政官牒が交付されている。「鞆淵荘」の名称の初出は保元3年（1158年）の事である。安貞2年（1228年）に石清水八幡宮から地元に設けられた鞆淵八幡神社に神輿が送られ、これが国宝とされている。
ところが、元弘3年（1333年）になって後醍醐天皇が突如、高野山金剛峯寺が出した「御手印縁起」の内容を認めて、高野山周辺の他領を没収して全て金剛峯寺の一円支配とする勅裁を下したために石清水八幡宮は一夜にして鞆淵荘を失って金剛峯寺の一円荘園とされた。だが、それはその直前から激化していた下司鞆淵氏と神人・百姓の夫役を巡る衝突を激化させることになった。
下司と百姓の対立は嘉元・正和期（1310年前後）、貞和・観応期（1350年前後）、応永期（1420年前後）と3度にわたって繰り返され、百姓側は「八人百姓」と呼ばれる有力者を中心とした惣を編成して金剛峯寺に下司ら現地の荘官の非例・非法を訴えては逃散や武装闘争などを繰り返した。金剛峯寺は百姓の要求を受け入れつつも下司の支配を引き続き認めてきたが、下司である鞆淵氏が百姓に対抗するために守護畠山氏の被官になった事が金剛峯寺の怒りを招き、応永32年（1425年）に鞆淵氏は追放されて下司・公文は金剛峯寺の行人方が務めることになった。正長元年（1428年）、金剛峯寺は大検注を実施して水田41町5段余が登録された。その後、下司・公文は金剛峯寺とゆかりの深い丹生都比売神社（天野社）の山伏（長床衆）に譲られたが、金剛峯寺による鞆淵荘の支配そのものは太閤検地まで維持されていた。